# 石梯坪
23°29′31″N 121°30′25″E / 23.49205°N 121.506814°E

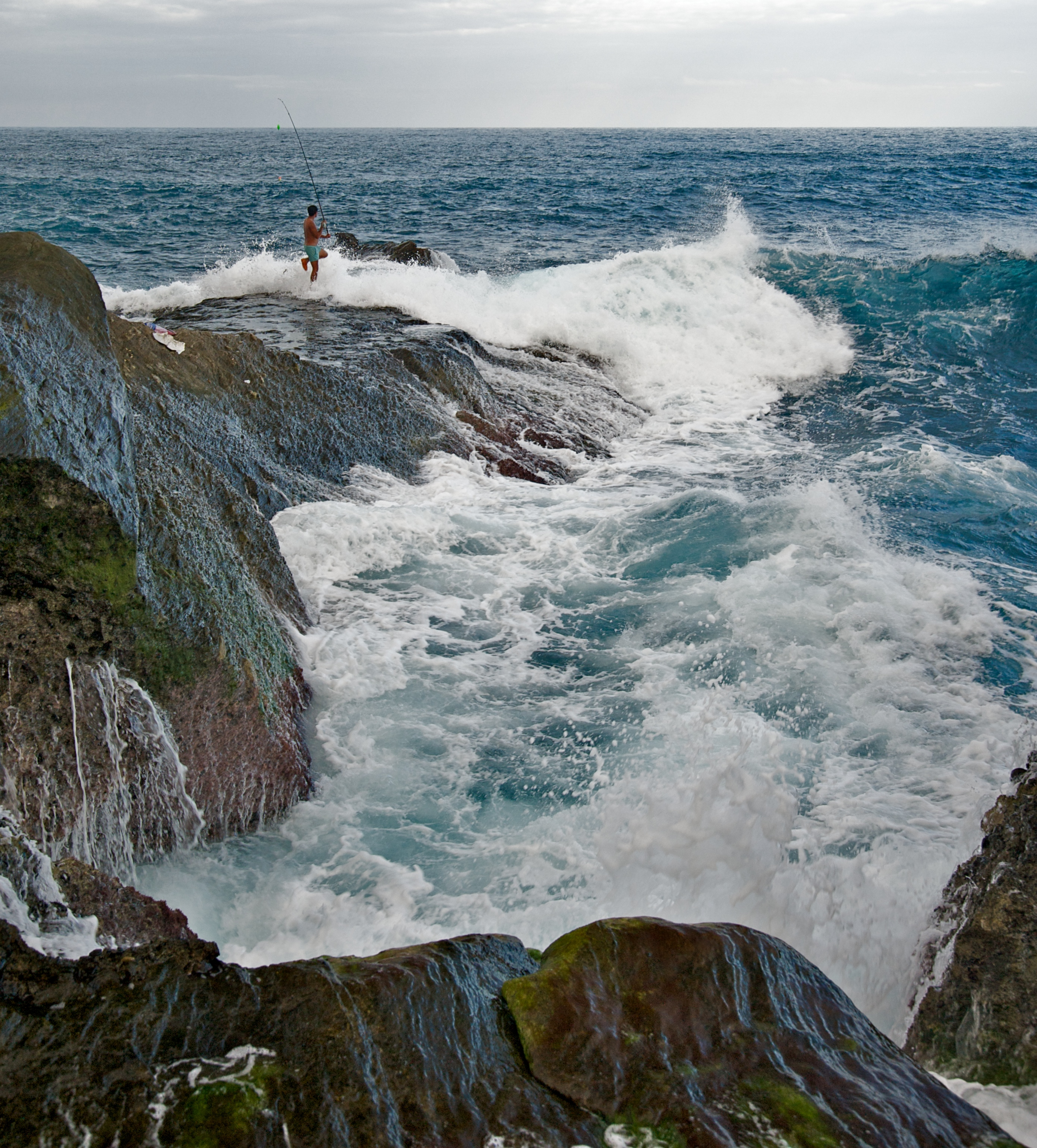
在石梯坪磯釣

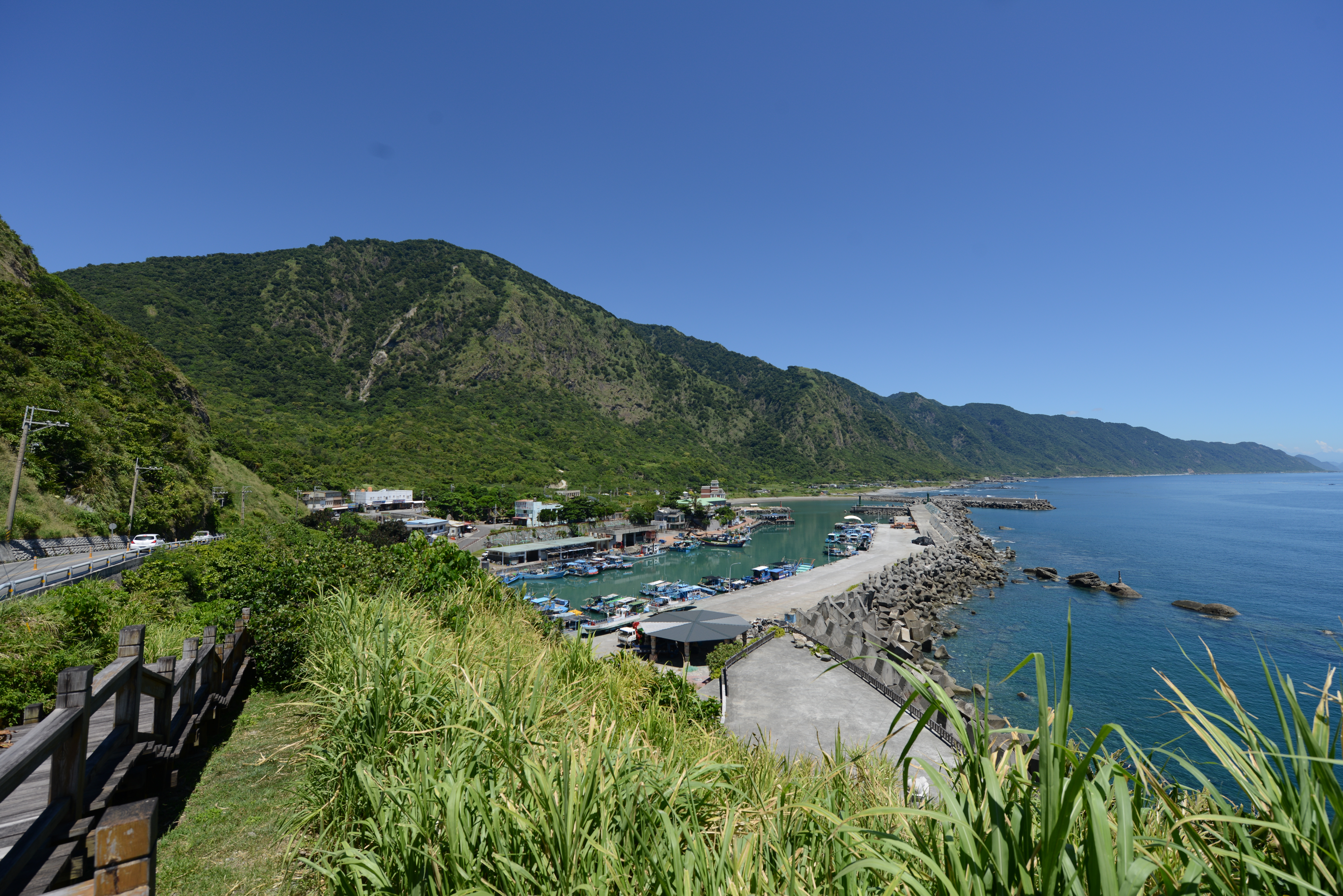
石梯坪漁港

石梯坪（海岸阿美語：Tidaan），台灣東海岸一處旅遊景點，位在花蓮縣豐濱鄉港口村以北約2公里處，因地形呈梯狀而得名，附近則有一座石梯漁港（阿美語：Ciyafangan）。石梯坪的海岸線深受海水侵蝕而變化，其所隆起的突岬，長年的侵蝕形成海蝕階梯，以及海蝕平台、海蝕溝、海蝕崖及大小壺穴等，這些都是構成「戶外地質教室」，還有珊瑚礁群提供生物棲息，吸引釣客來此垂釣捕捉漁獲。
石梯坪的地質主要是安山礫岩，若白色凝灰岩夾雜鐵質受到氧化時，色澤呈現褐紅色。受到海水的切割，石梯坪的海岸地形出現單面山的景觀，海蝕溝的發育與遠離海岸的海蝕平台也都能見到，圓狀壺穴、蠋台壺穴、複式壺穴等數量之多，媲美北海岸的野柳。